# Fernando Gómez Hernández
Fernando Gómez Hernández (Barcelona, 28 de octubre de 1957) es un novelista español especializado en fusionar la novela negra y policíaca con la novela costumbrista.

## Biografía
Fernando Gómez inició su andadura literaria en el Grupo de Poesía Alga de Castelldefels. Ha colaborado en diversos medios de comunicación.
Prensa: Fue colaborador de CanalNW y la revista "Enigmas de la Historia"
Radio: Ha participado en la mayoría de las más importantes radios españolas. Ha colaborado entre otras con Radio Kanal Barcelona en "El club del buen turismo", Onda Cero Barcelona en Boira, Radio Nacional de España copresentando "Catalunya Mágica" o Radio Marca en el programa de viajes "Paralelo 20" entre otros. Ha dirigido, escrito y presentado el especial "Melodías de navidad" y "Una hora hora en otra ciudad" emitidos por diversos canales radiofónicos a nivel nacional.
Televisión: Ha colaborado en el programa Cuarto Milenio. Asimismo ha participado en uno de los capítulos de La España de Víctor Ros en TVE1 y en Una Historia de crímenes emitida en Prime Video

## Narrativa
- 2007 - El misterio de la calle Poniente - Ed. Huerga y Fierro, Madrid
- 2009 - Cero negativo - Ed. Huerga y Fierro, Madrid
- 2010 - El vampiro de Cartagena - Ed. Huerga y Fierro, Madrid
- 2012 - El esplendor de la mentira - Ed. Huerga y Fierro, Madrid
- 2014 - Distancias cortas - Ed. Huerga y Fierro, Madrid - "Premio Mass Media 2015" Colegio Oficial de Detectives Privados de Cataluña
- 2015 - Secretos de Barcelona - Ed. Dédalo, Barcelona
- 2016 - Memorias de Barcelona - Ed. Dédalo, Barcelona
- 2016 - Los vampiros de papel - Ed. Oblicuas - "Premio Incógnitas Oblicuas 2016", Barcelona
- 2017 - Joyas enigmáticas y malditas - Ed. Oblicuas - Barcelona
- 2018 - La vuelta al Mundo en 80 cementerios - Ed. Luciérnaga,
- 2020 - El mundo a través de sus cárceles - Ed. Luciérnaga - "Mejor libro de Viajes del año 2020" El club del buen turismo
- 2023 - Viaje al centro de los manicomios - Ed. Luciérnaga,

## Poesía
- 2022 - Haikus de Larache - Editorial Los Libros del Mississippi - "Premio Mejor Poemario del año 2022" El Periódico del Turismo.

## Teatro
- 2024 - Veneno-Drama en cuatro actos - Editorial Los Libros del Mississippi.

## Traducciones
- Obras completas poesía, de Judith Teixeira (2021), del portugués para Dracmaycat Edicions.